# Khu vực băng xanh

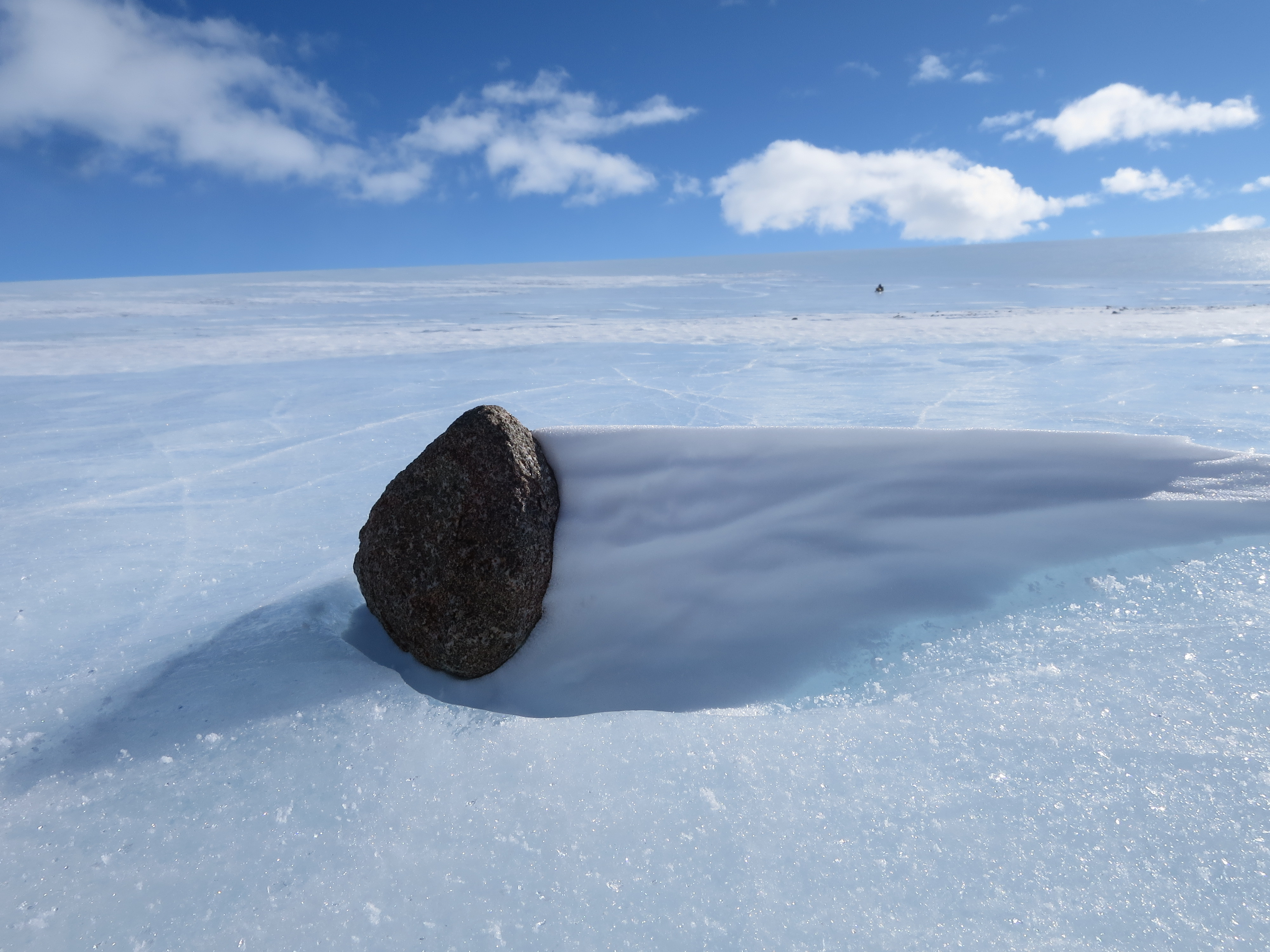
Một tảng thiên thạch trên vùng băng xanh nằm trong dãy Miller

Khu vực băng xanh là một vùng băng ở Nam Cực nơi gió tác động mạnh làm thăng hoa tuyết dẫn đến mất khối lượng ròng của chúng trên các bề mặt băng không tan chảy, từ đó khiến một số vùng băng Nam Cực có màu xanh, tương phản với màu trắng xung quanh. Các vùng băng xanh thường hình thành khi sự chuyển động của cả không khí và băng bị cản bởi địa hình như những ngọn núi nổi lên từ dải băng, tạo ra các địa điểm có điều kiện khí hậu đặc biệt với việc tích tụ tuyết ròng hình thành do sự thăng hoa của gió làm di chuyển tuyết.
Chỉ có khoảng 1% diện tích bề mặt băng ở Nam Cực là vùng băng xanh, nhưng chúng lại thu hút sự quan tâm nghiên cứu của giới khoa học do số lượng khá lớn các vẫn thạch nằm trong khu vực này; nhiều thiên thạch đã rơi trực tiếp vào khu vực băng xanh và nằm ở đó hoặc rơi xuống các dải băng và trôi đến khu vực băng xanh bằng những dòng suối băng. Ngoài ra, băng có tuổi thọ lên tới 2,7 triệu năm đã được tìm thấy từ các vùng băng xanh. Các khu vực băng xanh đôi khi cũng được sử dụng làm đường băng cho máy bay.

## Xuất hiện
Các khu vực băng xanh thường có bề ngoài gợn sóng và thường có màu xanh lam và có độ thưa của bong bóng trong băng. Màu xanh nhạt là do băng hấp thụ ánh sáng và do bọt khí nằm bên trong nó, do đó mà có cái tên "vùng băng xanh". Vùng băng xanh tương phản rõ rệt với màu trắng xóa của đồng bằng Nam Cực và có thể nhìn thấy từ không gian hay từ hình ảnh trên không trong khi mật độ của băng xanh làm cho nó xuất hiện trên hình ảnh radar dưới dạng băng tối. Các bề mặt vỏ sò hoặc gợn sóng là kiểu bề mặt gần như đều đặn, mặc dù cũng có các vùng băng xanh hoàn toàn mịn và địa hình trên các bề mặt gợn sóng có độ nhám khí động học rất thấp, có lẽ thuộc loại thấp nhất trong tất cả các bề mặt tự nhiên vĩnh cửu. Điều này là do hầu hết lực cản khí động học xảy ra trên các bề mặt dị thường dưới một cm chiều dài, không phải dạng lớn hơn.
Sự xuất hiện của trầm tích băng hà tại các khu vực băng xanh đã được báo cáo, những hình thức các mảnh vụn trong một sông băng tích tụ trên bề mặt do sự tan chảy hoặc thăng hoa. Các vết lõm nhỏ trong băng được gọi là lỗ cryoconite rất phổ biến và được hình thành ở những nơi mà đá bị nhúng trong băng, nhưng không có ở các khu vực băng xanh có nhiều núi.
Các khu vực băng xanh điển hình thường có gió katabatic dữ dội, với sức gió trung bình đạt 80 kilômét trên giờ (50 mph) và gió giật lên tới 200 kilômét trên giờ (120 mph); những cơn gió như vậy có thể loại bỏ và lấy đi một lượng lớn tuyết. Chúng thường ấm hơn các khu vực có tuyết phủ tương đương, đôi khi lên tới 6 °C (11 °F), khiến chúng có thể nhận dạng được từ hình ảnh quang nhiệt. Sự nóng lên này là do suất phản chiếu thấp hơn của băng xanh so với tuyết, dẫn đến việc chúng hấp thụ nhiều ánh sáng mặt trời và nóng lên nhiều hơn. Vùng băng xanh cũng làm thay đổi khí hậu phía trên chúng.
Như thường được xác định, các vùng băng xanh có rất ít hoặc không có bằng chứng về sự tan chảy, do đó không bao gồm sông băng và hồ băng ở Thung lũng Khô ở Nam Cực nơi có băng chiếm ưu thế có thể so sánh với lạm phát trên các khu vực sông băng thông thường.

## Phân bố

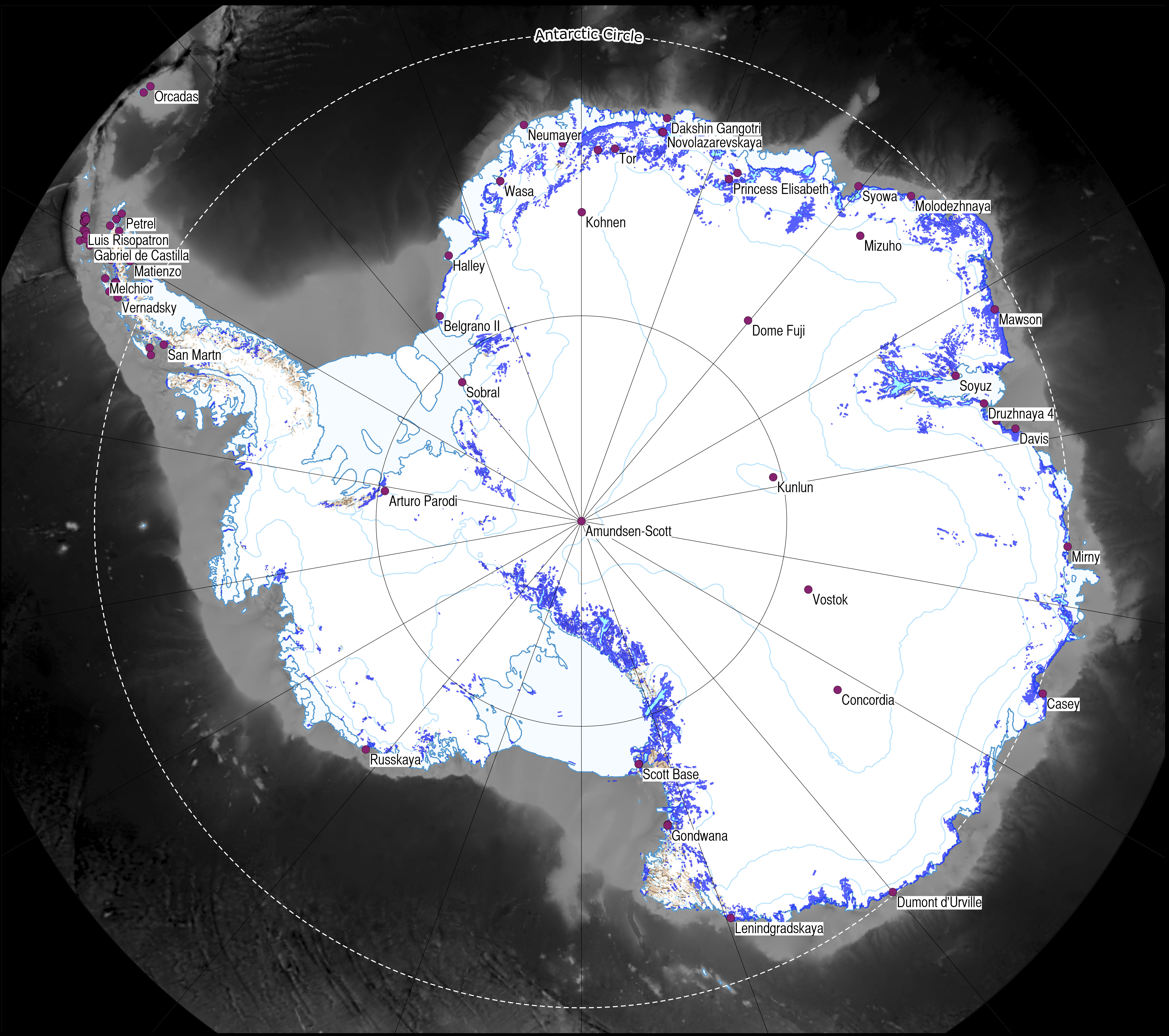
Sự xuất hiện của các vùng băng xanh (xanh đậm) ở Châu Nam Cực

Các khu vực băng xanh chỉ được xác định ở Châu Nam Cực mặc dù các mảng băng tương tự trên Greenland đã được báo cáo và băng xanh được tìm thấy tại các sông băng trên toàn thế giới. Vùng băng xanh chỉ chiếm khoảng 1% băng bề mặt Nam Cực; tuy nhiên, chúng là phổ biến tại lục địa này và nằm rải rác trên lục địa khác, đặc biệt là ở các khu vực ven biển hoặc miền núi, nhưng không trực tiếp bên cạnh bờ biển.
Vùng băng xanh đã được tìm thấy ở Dronning Maud Land, lưu vực sông Lambert Glacier, dãy núi Transantarctic và Victoria Land. Địa điểm tách biệt ở Nam Cực bao gồm khu vực Allan Hills, các dãy núi Hoàng hậu Fabiola (cánh đồng băng Yamato có diện tích 4.000 kilômét vuông (1.500 dặm vuông Anh) và là vùng băng xanh lớn nhất), Scharffenberg-Botnen và dãy núi Sør Rondane.

## Thiên thạch

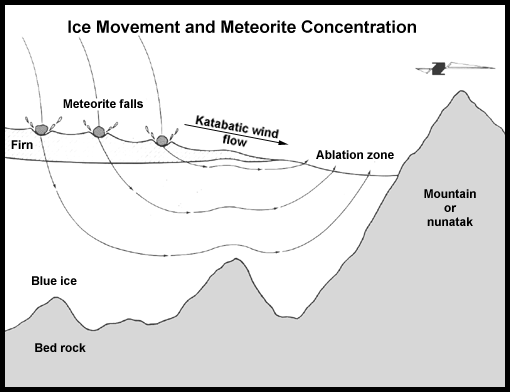
Con đường trôi của thiên thạch trong vùng băng xanh